# Antoni d'Argos
Antoni d'Argos, en llatí Antonius, en grec antic Άντώνιος, fou un poeta grec nascut a la ciutat d'Argos (tot i que portava un nom romà, Antonius). Un dels seus epigrames es conserva a l'Antologia grega.